# Aramus guarauna
L'aramo (Aramus guarauna (Linnaeus, 1766)), anche noto come limpkin, carrao, courlan o uccello piangente, è un uccello gruiforme simile a un rallide, sebbene sia tassonomicamente più vicino alle gru. È l'unica specie esistente del genere Aramus e della famiglia Aramidae. Abita principalmente le zone umide, nelle aree calde delle Americhe, dalla Florida al nord dell'Argentina. Si nutre di molluschi, e la sua dieta è dominata dalle lumache ampullariidi del genere Pomacea. Il suo nome inglese, limpkin, deriva dalla sua camminata apparentemente zoppicante.

## Descrizione
L'aramo è simile a una gru con gambe lunghe, un collo anche abbastanza lungo, un becco robusto e leggermente ricurvo e un'altezza di circa 60 cm. Il piumaggio è olivo-bruno striato di bianco.

## Biologia
Il nome inglese «limpkin» (zoppicante) gli proviene dalla sua strana andatura claudicante allorquando attraversa guardingo la intricata vegetazione della palude, sollevando in alto le lunghe zampe e contraendo la coda. In caso di necessità, gli arami nuotano galleggiando come folaghe o sciabiche. Volano di rado, ma quando lo fanno si levano e atterrano verticalmente e volano con battito lento e continuo. Di notte, gli arami si appollaiano sugli alberi, dove possono correre tra i rami con agilità sorprendente.

### Voce
I suoni che l'aramo emette, specie di notte, sono simili a gemiti o lamenti. Sono composti da tre sillabe e sono stati descritti come gridi, lamenti e pianti penetranti, o anche come richiami di «una tristezza indescrivibile». Secondo il folklore, i pianti sarebbero quelli di bambini sperdutisi per sempre nelle paludi.

### Alimentazione

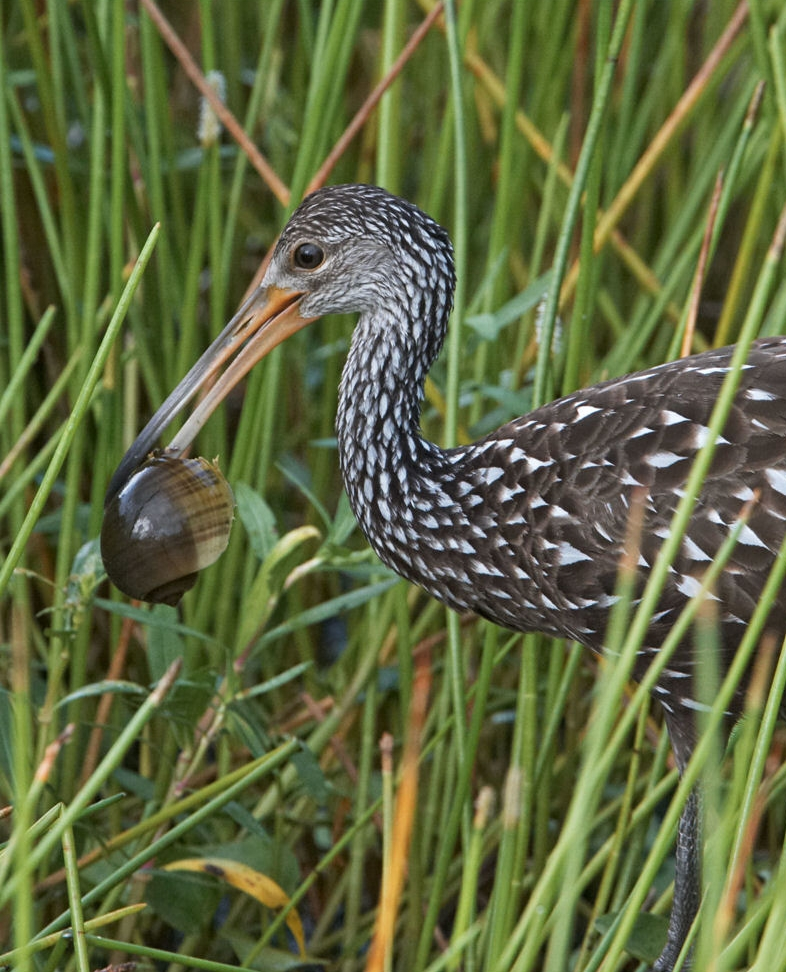

Gli arami si alimentano ad altezza di guado nelle acque basse degli acquitrini e delle paludi, e il loro alimento principale è costituito dalle lumache d'acqua della famiglia Ampullariidae, in particolare del genere Pomacea, che cerca nel fango con il suo lungo becco. La dieta a base di lumache è completata da molluschi d'acqua dolce (Anodonta spp., Villosa spp., Elliptio spp. e Uniomerus spp.) e in misura minore da insetti, rane, rettili, crostacei e vermi.
I terreni di alimentazione degli arami sono ben riconoscibili poiché ricoperti da mucchi di gusci di lumache. Quando afferrano le lumache, le tengono strette per il bordo del guscio e le portano sul terreno o in acque poco profonde. Sistematele accuratamente in un crepaccio o alla biforcazione di un ramo con l'apertura verso l'alto, l'aramo aspetta pazientemente che la lumaca «si rilasci», e allora la trafigge passando la metà superiore del suo becco attraverso il corpo tra il guscio e l'opercolo corneo o porta.

### Riproduzione

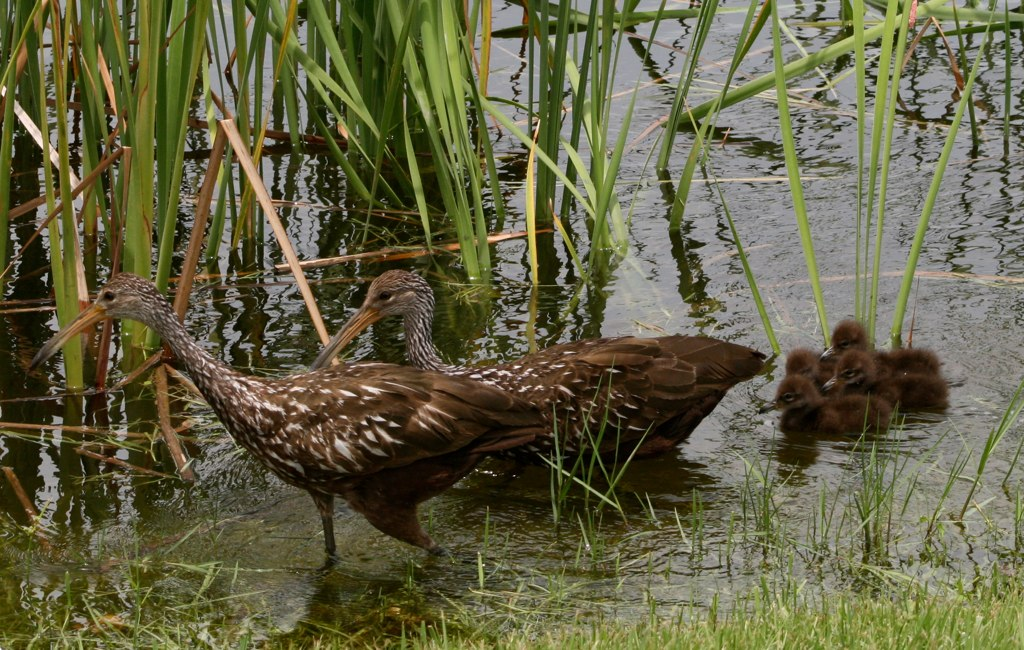

Il nido viene costruito con giunchi, bastoncini e altro materiale di origine vegetale. Esso è voluminoso, ma leggero, ed è disposto tra piante rampicanti intrecciate, cespugli di erba, arbusti, alberi, qualche volta anche a un'altezza di 5 m ma normalmente vicino o sopra l'acqua. La covata è costituita da 4-8, normalmente 6 o 7 uova verde pallide macchiate di bruno. Negli Stati Uniti, vengono deposte tra metà febbraio e aprile e covate da ambedue i genitori, non è però noto quanto tempo esse richiedono per schiudersi. I piccoli, di colore bruno scuro, possono nuotare e correre immediatamente dopo la nascita e, dopo un giorno o giù di lì, sono già in grado di lasciare il nido e nascondersi nelle vicinanze. Sono sorvegliati da entrambi i genitori per un periodo di tempo imprecisato ed è risaputo che i genitori continuano ad alimentarli anche dopo che hanno cominciato a volare. I piccoli si avvicinano ai genitori dal didietro e passano loro attraverso le gambe per portarsi davanti e prendere così le lumache che vengono loro offerte.

## Distribuzione e habitat
L'aramo è diffuso in Florida, in Messico, in America centrale e nei Caraibi, in Sudamerica (Argentina, Bolivia, Colombia, Guiana francese, Guyana, Paraguay, Perù, Uruguay, Venezuela).
L'aramo vive nelle acque dolci di paludi e acquitrini, qualche volta nelle foreste umide.

## Conservazione
Considerato il suo ampio areale e la numerosità della popolazione, stimata in oltre 1 000 000 di esemplari, la specie è considerata dalla IUCN Red List come specie a basso rischio (Least Concern).
In passato era abbastanza comune in Georgia e nella Florida, ma fu decimato per la sua carne appetitosa e la facilità nel colpirlo. Ora la sua sopravvivenza è assicurata in riserve come l'Everglades National Park.